# Hradčany (Bošice)
Hradčany jsou malá vesnice, část obce Bošice v okrese Prachatice v Jihočeském kraji. Nachází se asi dva kilometry severně od Bošic. Je zde evidováno 25 adres. V roce 2011 zde trvale žilo 54 obyvatel.
Hradčany leží v katastrálním území Hradčany u Čkyně o rozloze 1,88 km².

## Historie
První písemná zmínka o vesnici pochází z roku 1315.

## Obyvatelstvo
| Rok            | 1869 | 1880 | 1890 | 1900 | 1910 | 1921 | 1930 | 1950 | 1961 | 1970 | 1980 | 1991 | 2001 | 2011 | 2021 |
| -------------- | ---- | ---- | ---- | ---- | ---- | ---- | ---- | ---- | ---- | ---- | ---- | ---- | ---- | ---- | ---- |
| Počet obyvatel | 98   | 123  | 156  | 155  | 160  | 136  | 133  | 106  | 77   | 64   | 59   | 52   | 48   | 54   | 63   |
| Počet domů     | 17   | 22   | 24   | 24   | 24   | 24   | 23   | 22   | 22   | 20   | 16   | 20   | 21   | 21   | 23   |

## Pamětihodnosti
- Hradčanská lípa, památný strom ve svahu při západním okraji vesnice, za čp. 26 (49°5′58,7″ s. š., 13°50′11,8″ v. d.)
- Hradiště Věnec – pozůstatky pozdně halštatského až časně laténského hradiště na stejnojmenném vrcholu (765 metrů) asi dva kilometry východně od vesnice (zčásti v katastrálním území Hradčan) (kulturní památka ČR)